# József Barcza Horváth
József Barcza Horváth (* 1974 in Budapest) ist ein ungarischer Jazzmusiker (Kontrabass, Bassgitarre, Komposition). Er gilt als herausragender Bassist der mittleren Generation des ungarischen Jazz.

## Wirken
Horváth studierte klassische Musik an der Szent István Musikschule, dem Béla Bartók Musikgymnasium und der Franz-Liszt-Musikakademie in Budapest. Von 1995 bis 1997 war er Mitglied im Gustav Mahler Jugendorchester unter der Leitung von Claudio Abbado; 1997/98 arbeitete er mit dem Budapest Festival Orchestra. Im Bereich des Jazz ist er Autodidakt.
Horváths Spiel ist auf mehr als 30 Aufnahmen zu hören. Er hat mit Interpreten wie Tony Lakatos, Erik Truffaz, Chris Potter, Joshua Redman, Mike Moreno, Gerard Presencer und Gregory Hutchinson zusammengearbeitet. Er gehörte zunächst zu Off Course und zum Ensemble von Gábor Gadó, mit denen auch Alben entstanden. Weiterhin spielte er in den Gruppen von Márta Téli & Gábor Winand, Ági Szalóki, Zoltán Lantos, Áron Tálas, Kristóf Bacsó, Ferenc Snétberger und den Bands Trio Yengibarjan, Reunion of Junior Jazz Quartet und Modern Art Orchestra. 2011 veröffentlichte er ein erstes Album unter eigenem Namen, dem 2022 sein Album The Sky Beyond the Glass mit Musikern wie Nikoletta Szőke, Miklós Lukács, András Dés und Kálmán Oláh folgte.
Zudem ist Horváth Lehrer an verschiedenen Schulen; zwischen 2007 und 2008 unterrichtete er an der Franz-Liszt-Musikakademie. 2002 war er Vizepräsident der Jury des vom ungarischen Rundfunk veranstalteten Wettbewerbs Jazz Bass Talent Search.

## Preise und Auszeichnungen
1995 wurde Horváth beim Jazz-Junior-Wettbewerb in Krakau als bester Kontrabassist ausgezeichnet. Später erhielt er für seine Lehrtätigkeit den ArtisJus Teacher Award.

## Diskographie
- Garden of Myths (Fonó Records 2011)
- Béla Szakcsi Lakatos, Christophe Monniot, József Barcza Horváth, Elemér Balázs: Density of Standards (Budapest Music Center Records 2017)
- The Sky Beyond the Glass (Fonó Records 2022)